# Ithomeis stalachtina
Ithomeis stalachtina är en fjärilsart som beskrevs av Bates 1862. Ithomeis stalachtina ingår i släktet Ithomeis och familjen Riodinidae. Inga underarter finns listade i Catalogue of Life.